# Padre Rico, Padre Pobre
Padre rico, padre pobre es un libro escrito por Robert Kiyosaki y Sharon Lechter. Evoca el concepto de libertad financiera a través de la inversión, los inmuebles, ser dueño de negocios y el uso de tácticas de protección financiera; está escrito de una forma anecdótica, orientado a crear un interés público en las finanzas. Kiyosaki y Lechter aconsejan que ser dueño de un sistema o forma de producción, es mejor que ser un empleado asalariado. Este es un tema recurrente en los capítulos de este libro considerado de autoayuda. Ha estado en la lista de los libros más vendidos del New York Times.

## Resumen
El libro está basado en supuestas experiencias de vida y educación financiera que Kiyosaki habría recibido del "Padre Rico" de un amigo en Hawái, relatadas como anécdotas. Por el intensivo uso de alegorías, algunos lectores afirmaban que Kiyosaki habría creado deliberadamente a su "Padre Rico". Según investigaciones posteriores de la prensa, nunca ha podido ser identificado y se considera que puede ser un relato ficticio.
El libro remarca las diferentes actitudes hacia el dinero, el trabajo y la vida de dos progenitores y como ellos tuvieron influencia en la vida de ambos.
Principales temas del libro
- La importancia de la educación financiera
- Las corporaciones gastan primero, luego pagan impuestos, mientras los individuos pagan impuestos primero.
- Las corporaciones son entidades artificiales que cualquiera puede usar, pero generalmente los pobres no tienen acceso a ellas ni saben cómo tenerlo.

Según Kiyosaki y Lechter, la riqueza es medida como el número de días que el ingreso de tus activos puede mantenerte, y la libertad financiera se logra cuando tu ingreso mensual por tus activos excede tus gastos mensuales. 
Muchos lectores creen que el "Padre Rico" en el libro es realmente el fundador de las tiendas de Hawaii ABC Stores.
- “Ahorrar dinero no va a hacerte rico.”
- “Los ejercicios físicos mejoran la salud, los ejercicios mentales mejoran la riqueza, la pereza destruye ambos.”

## Críticas
El libro ha recibido críticas por su estilo anecdótico y por la falta de instrucciones prácticas concretas. Algunos lectores señalan que, aunque genera motivación inicial para abandonar lo que Kiyosaki denomina la «carrera de la rata», no proporciona pasos claros sobre cómo lograrlo.
Algunos analistas financieros consideran que varios de los consejos presentados son discutibles o incluso contrarios a las prácticas comúnmente enseñadas en la academia. Por ejemplo, Kiyosaki sugiere centrarse en «buenas inversiones» en lugar de diversificar, lo cual contradice el principio de diversificación ampliamente recomendado en las finanzas modernas.  
El inversor y autor John T. Reed, crítico frecuente de Kiyosaki, ha afirmado que el libro «contiene muchos consejos pobres, muchos malos, muchos equivocados, muchos peligrosos y virtualmente ningún consejo bueno. Es uno de los libros financieros más estúpidos que he leído. Contiene muchos errores y una numerosa cantidad de eventos imposibles que supuestamente ocurrieron».
También se ha cuestionado la veracidad de algunos hechos narrados en la obra, en particular la existencia de la figura del «Padre Rico». Kiyosaki lo describe como «uno de los hombres más ricos de las islas» de Hawái, lo que, según sus críticos, haría fácil identificarlo en un estado relativamente pequeño. En 2003, en una entrevista con la revista SmartMoney, Kiyosaki respondió a estas dudas señalando: «¿Harry Potter es real? ¿Por qué no dejan que Padre Rico sea un mito, como Harry Potter?».